# پسر (فیلم ۲۰۱۹)
پسر (به اسپانیایی: El Hijo) یک فیلم تریلر روان‌شناختی آرژانتینی است که در سال ۲۰۱۹ منتشر شد.